# Motherland (Pretty Maids)
Motherland è il tredicesimo album in studio dei Pretty Maids, uscito il 22 marzo 2013 in Europa ed il 26 marzo 2013 negli USA.
Edito dall'etichetta discografica Frontiers Records e prodotto da Jacob Hansen, contiene le seguenti canzoni:

## Tracce
1. Mother of All Lies – 4:33
2. To Fool a Nation – 4:23
3. Confession – 1:37
4. The Iceman – 3:47
5. Sad to See you Suffer – 4:31
6. Hooligan – 3:40
7. Infinity – 3:48
8. Why So Serious – 4:08
9. Motherland – 3:27
10. I See Ghosts – 3:30
11. Bullet For You – 3:58
12. Who, What, Where, When, Why – 3:54
13. Wasted – 5:14

## Formazione
- Ronnie Atkins – voce
- Ken Hammer - chitarra
- Rene Shades - basso
- Allan Tschicaja – batteria
- Morten Sandager – tastiere